# سلوليت
هذه المقالة عن المظهر المُنَقَّر للجلد (المناطق الغائرة). من أجل موضوع التهاب الجلد والنسيج الضام أسفله، راجع: التهاب الهلل (cellulitis). ولا تخلط بينها وبين السيلولويد (Celluloid).
السِلوليت أو التكتل الدهني أو التِهابُ الهَلَل أو الهلل (بالإنجليزية:  Cellulite)‏  هو تغيير في الطبقة الطبوغرافية للجلد تحدث في معظم الإناث اللاتي بلغن سن البلوغ، يظهر كتغيير لتضاريس الجلد تتمثل في وجود ندب غائرة والتي تحدث أساسا للنساء في منطقة الحوض وكذلك الأطراف السفلية والبطن ويحدث بسبب فتق من الدهون تحت الجلد داخل النسيج الضام الليفي، مما يؤدي إلى مظهر قشر البرتقال أو مبطن. السيلوليت هو وصف بدلا من شيء المادي. استخدم المصطلح لأول مرة في 1920م، وبدأت تظهر في منشورات باللغة الإنجليزية في أواخر 1960م، أقرب مرجع كان في مجلة فوغ «، مثل الأسماك المهاجرة السريعة مصطلح السلوليت عبر المحيط الأطلسي فجأة.»  اضطراب حقيقي وشكك كان لها وجود و،  والطبية الرأي السائد هو أنه مجرد حالة طبيعية «العديد من النساء وبعض الرجال». ولاحظت شركة واحدة تجميلية التاريخية مكانها في المجتمعات الصناعية باعتبارها غير ملائمة مصطلح «التي تستخدمها النساء لوصف المنحنيات التي القاضي أن يكون ممتلئ الجسم للغاية وليس غاية الجمالية».
المرادفات ما يلي: edematosa adiposis ، deformans dermopanniculosis ، protrusus حالة ترهل وlipodystrophy gynoid. أسماء وصفية عن السيلوليت منها متلازمة قشر البرتقال وجلد الجبن المنزلية.

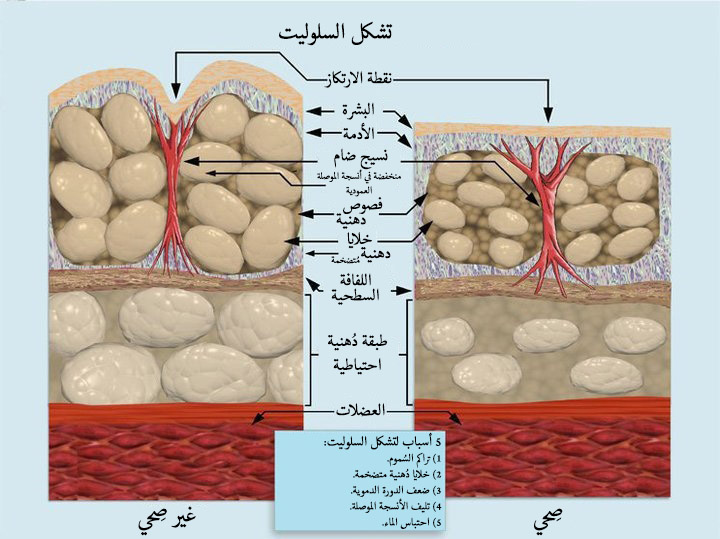
آلية تشكل السيولايت

## علم الأوبئة
الفكر هو السيلوليت تح تحدث في 80-90 ٪ من الإناث بعد سن مرحلة البلوغ يبدو أن تغير الهرمونات من عناصر ظهور الحالة. ونادرا ما ينظر في الذكور،  ولكنه أكثر شيوعا في الذكور مع الدول التي تعاني من نقص الاندروجين مثل تناذر كلينيفيلتر، قصور الغدد التناسلية، في مرحلة ما بعد الخصي في تلك الدول والمرضى الذين يتلقون الاستروجين لعلاج سرطان البروستاتا السيلوليت يصبح أكثر حدة مع تفاقم نقص الاندروجين في هذه الذكور.

## الأسباب
الأسباب للسليوليت غير معروفة جيدا، وربما تنطوي على تغييرات في عمليات التمثيل الغذائي وعلم وظائف الأعضاء مثل الجلد بنية محددة بين الجنسين dimorphic، والتعديلات في هيكل النسيج الضام، والعوامل الهرمونية والعوامل الوراثية، ونظام microcirculatory، المصفوفة خارج الخلية، والتعديلات التهابات خفية.

### العوامل الهرمونية
الهرمونات تلعب دورا مهيمنا في تشكيل السيلوليت. قد يكون الاستروجين الهرمون الهام في بدء وتفاقم السيلوليت. ومع ذلك، لم تكن هناك أدلة موثوقة السريرية لدعم مثل هذه النظرية. وهرمونات أخرى يعتقد في انها تشارك في تطوير السيلوليت. كالأنسولين والكاتيكولامينات الأدرينالين والنورادرينالين هرمون الغدة الدرقية، البرولاكتين

### العوامل الوراثية
هناك عنصرا جينيا يحدد قابلية الفرد على اصابتة بالسيلوليت. الدكتور إنزو ايمانويل وتتبع الباحثون بقيادة المكون الجيني من السيلوليت إلى الأشكال المتعددة خاصة في أنجيوتنسين انزيم (اس) وقابل للتولد عامل 1A - نقص الأكسجة (HIF1a) الجينات.

### العوامل المهيئة
وقد ثبت أن هناك عدة عوامل تؤثر على ظهور السيلوليت. منها الجنس أو العرق أو biotype،  توزيع الدهون تحت الجلد، والاستعداد لقصور في الدورة الدموية واللمفاوية وجميع ما سبق ثبت مساهمتة في السيلوليت.

### النظم الغذائية
الرجيم أظهرأن له آثار على تحسين أو تفاقم ظهور السيلوليت.

### نمط الحياة
ارتفاع الضغط وأسلوب الحياة ويؤدي إلى ارتفاع في مستوى الكاتيكولامينات، والتي ارتبط أيضا مع تطور السيلوليت.

## العلاج
العديد من العلاجات لعلاج السيلوليت متوفرة، لكنها محدودة الأدلة التجريبية التي تثبت فعالية هذه الاستراتيجيات. في مقابلة مع صحيفة نيويورك تايمز ، والدكتور مولي وانر، وهو معلم في الأمراض الجلدية في كلية الطب بجامعة هارفارد ومؤلف قائمة العلاجات المسندة بادلة عام 2008، وأكد: «عند هذه النقطة، لا يوجد علاج للسيلوليت ذو نتائج باهرة.» 
مايكل ف. ماغواير، وأستاذ سريري مساعد في كلية ديفيد جيفن الطب في جامعة كاليفورنيا، لوس أنجلوس، وأكد الدكتور على أن «واقعيا لا يوجد علاج للسيلوليت.».
الدكتور جيفري دوفر، مدير أطباء العناية بالبشرة، وهي ممارسة طب الأمراض الجلدية في الكستناءة هيل، ماساشوستس، ويقول: «بعض الناس قدموا فكرة خاطئة عن أن هناك الكثير الذي [يمكنك القيام به لعلاج] السيلوليت.» 
اتباع نظام غذائي هو أيضا وسيلة لتحسين السيلوليت قليلا.